# 卡爾霍恩縣 (阿拉巴馬州)
卡爾霍恩縣（英語：Calhoun County, Alabama）是美国亚拉巴马州東北部的一個郡，面積1,586平方公里。根據2020年美國人口普查估計，共有人口11萬6,441人。縣治安尼斯敦。該縣成立於1832年12月18日，原名本頓縣（Benton County），紀念代表密蘇里州的聯邦參議員湯瑪斯·哈特·本頓。縣名在1858年1月29日改以曾任兩屆副總統的約翰·C·卡爾霍恩為名，以抗議班頓在蓄奴政策的對南方邦聯的背叛。